# 精灵骑士
“精灵骑士（The Elfin Knight）”（蔡尔德#2；劳德#12）是一首具有诸多版本的苏格兰传统民歌，都涉及超自然现象以及委托去完成不可能的任务。

## 概要
在这首民歌现存最早的版本中（约1600–1650），一位精灵扬言要将一位年轻女子劫持为他的情侣，除非她能完成一项不可能的任务；她以一连串的要他必须先完成的任务作为回应，从而避免被强暴。这个故事情节与《被睿智地解答的谜题》（蔡尔德民歌集#1）密切相关，其中魔鬼意欲获得一位女子，除非她能回答一些谜题。
后来的版本颠倒了情欲的方向，由精灵提出女子为了成为他的情侣必须完成的任务。第一段通常以对标题人物的介绍开篇：
| The elphin knight sits on yon hill, Blaw, blaw, blaw, wind blaw. He blaws his horn both lewd and shril. The wind hath blown my plaid awa. | 精灵骑士坐在那小山上， 吹，吹，吹，风在吹。 他下流而刺耳地吹着他的号角， 风把我的披肩吹走了。 |

（请注意这一段看上去直接抄自“Lady Isabel and the Elf-Knight（伊莎贝尔小姐与精灵骑士）”，蔡尔德民歌集#4；在这首民歌中，这支号角具有魔力并能激起听者的情欲。)
与此同时，一位少女躺在床上，希望自己能嫁给那位骑士。当她说出这些话时，骑士出现，告诉她如果她完成众多任务，其皆为不可能，他将娶她为妻。
| "For thou must shape a sark to me, Without any cut or heme," quoth he. | “你必须给我制作一件衬衣， 没有任何裁剪或褶边，”他说道。 |

她立即以自己的一连串不可能的任务作为回应，从而获得了她的超自然丈夫。

## 解释
以不可能的任务反驳其他不可能的任务属于阿爾奈-湯普森分類法中类型875常见主题，聪明的姑娘；一个使用了这个主题的童話是The Wise Little Girl（聪明的小女孩）。

## 变体
这首民歌是包含于由弗农·希尔插图的怪诞而美妙的民歌（1912）的25首传统作品的其中之一。
歌曲“斯卡伯勒集市”是一个后来被录音的变体，先是由马丁·卡锡，后来更著名的是由西蒙与加芬克尔，且被认为是现今比最初更有名的版本。一个类似的版本是“惠廷厄姆集市”，一首流行于諾森伯蘭郡北部及西部的歌曲。也有数个美國变体，相互差异巨大，如“My Father Had an Acre of Land（父亲有一亩地）”、“The Parsley Vine（香芹藤）”和“The Shirt of Lace（花边衬衫）”。
这首歌也形成鲍勃·迪伦在1963年专辑The Freewheelin' Bob Dylan（随心所欲的鲍勃·迪伦）最初录制的“Girl from the North Country（来自英格兰北部的姑娘）”旋律和歌词的基础。
南希·韦尔林的一部小说，Impossible（不可能）（Penguin/Dial，2008），是由这首歌获得灵感。

## 录音
- 凯特·鲁兹比在她的2005年专辑，The Girl Who Couldn't Fly（不会飞的女孩）上演唱了这首歌曲。
- 乔尔·弗雷德里克森将这首歌作为“Whittingham Faire (The Elfin Knight)（惠廷厄姆集市（精灵骑士））”纳入他的2007年专辑，The Elfin Knight - Ballads and Dances（精灵骑士——民歌与舞蹈）。